# Zakia Zaki
Zakia Zaki (* 1962 in Gabulu Saraj, Parwan; † 5. Juni 2007) war eine afghanische Radioreporterin.
Zaki leitete den Radiosender sadaye solh (dt. Die Stimme des Friedens). Sie war eine der wenigen Frauen, die während des Taliban-Regimes als Journalist arbeitete. Dies ist deshalb bemerkenswert, da das Regime versuchte, Frauen aus der Öffentlichkeit weitestgehend zu verbannen. In ihrer Radiosendung kritisierte sie die Einschränkung der Meinungsfreiheit und die Stellung der Frau in der Gesellschaft.
Nach zahlreichen anonymen Drohungen, die nicht ernst genommen wurden, wurde Zaki am 5. Juni 2007 im Schlaf erschossen.
Zaki war verheiratet und hinterlässt sechs Kinder.